# Circolo Canottieri Napoli
Il Circolo Canottieri Napoli è uno dei più prestigiosi e blasonati circoli nautici italiani. Fondato nel 1914 e situato nella verde oasi dei giardini del Molosiglio, nel quartiere San Ferdinando, affaccia sul Golfo di Napoli, in una delle baie più belle della città. Gli sport praticati da oltre mille iscritti sono: Bridge; Canottaggio; Motonautica; Nuoto; Pallanuoto; Salvamento; Tennis; Triathlon; Vela.
La sede del sodalizio si trova proprio nel centro della città, dove sorge la piscina sociale. La piscina in cui si allena la squadra di pallanuoto è invece a Ponticelli, in Via Ulisse Prota Giurleo n. 3.

## La sede

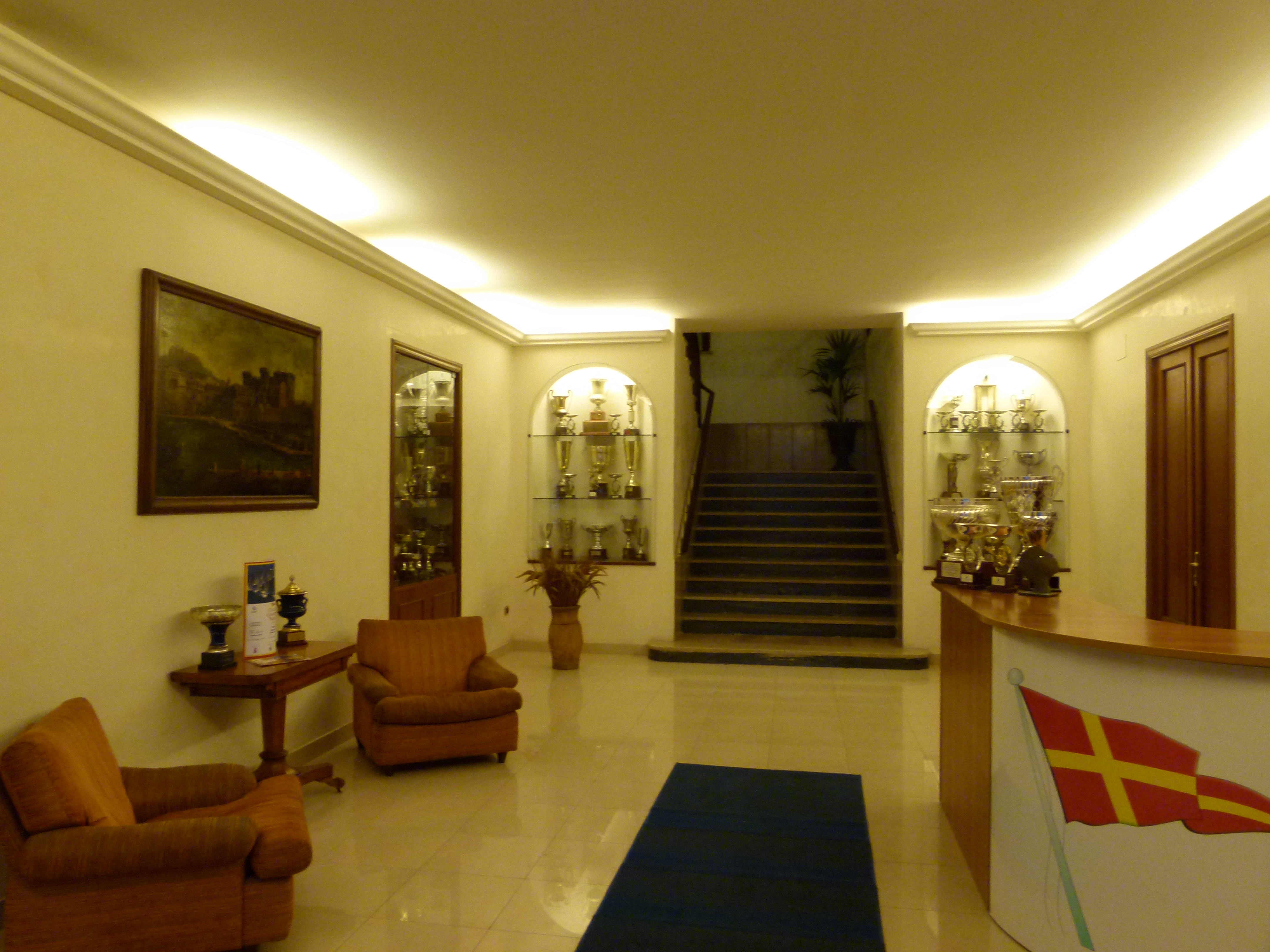
Ingresso sede del Circolo Canottieri Napoli.

Il Circolo Canottieri Napoli sorge all'angolo sud-ovest dei giardini del Molosiglio in uno spazio a ridosso di via Acton, comprendente l'omonimo porticciolo.
Con un'estensione di 7000 m² e con 3500 m² di strutture coperte la sede è tra le più grandi tra i circoli nautici di Napoli.
Il porticciolo offre la possibilità di ormeggio a circa 150 imbarcazioni ed è la base per la motonautica e la vela. Spogliatoi, vasche e le palestre dei canottieri sono al piano terra, mentre terrazze e saloni al primo piano ospitano manifestazioni culturali e riunioni conviviali.
Le altre attività sportive ruotano attorno alle due piscine, una piccola per i bambini l'altra, di 33 metri, conforme alle norme FINA per giocare a pallanuoto. Un'altra piscina del circolo è situata a Ponticelli in Via Ulisse Prota Giurleo, 3.
In più il circolo dispone di due campi da tennis in terra rossa.

## Attività sportiva

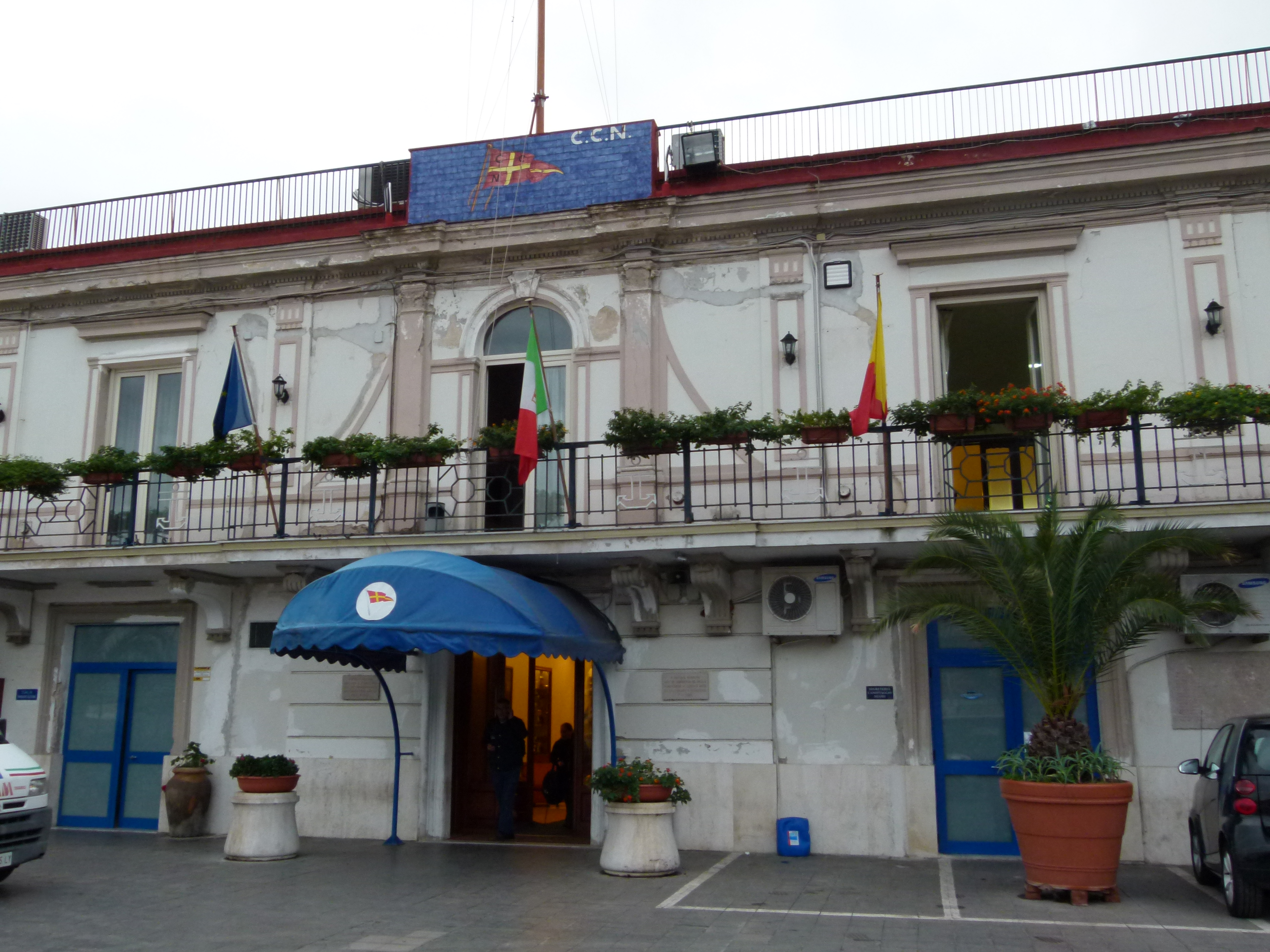
Il Circolo Canottieri Napoli.

Il Circolo Canottieri Napoli organizza e partecipa ad eventi sportivi di livello nazionale ed internazionale con le sue numerose squadre sportive. In effetti lo sport il cuore del Circolo.
La squadra di pallanuoto maschile, per anni gloriosa e blasonata protagonista della massima divisione, ora disputa il campionato di Serie A2.
Le squadre di nuoto e di canottaggio partecipano, con buoni risultati, ai rispettivi campionati italiani e continuano a fornire atleti per le squadre nazionali.
La Canottieri Napoli ha organizzato una gara di motonautica valida per la stagione 2012 del Campionato Italiano per la classe Offshore 3000. La gara si è disputata il 2 e il 3 giugno nello specchio d'acqua antistante il lungomare cittadino.
Il Circolo organizza anche numerose regate veliche. Questo sport ha avuto un nuovo impulso dalle regate napoletane della World Series 2012 - 2013 dell'America's Cup.
Il triathlon è l'ultimo arrivato tra gli sport praticati al Canottieri Napoli, ciò nonostante, la squadra di questo sport ha già ottenuto risultati importanti.
Tutti questi sport sono praticati, con ottimi risultati, anche a livello giovanile. Il Circolo ogni anno si dedica alla formazione di nuovi atleti organizzando corsi per allievi di tutti i suddetti sport.

## Pallanuoto
La squadra di pallanuoto del Circolo Canottieri Napoli è una delle più importanti e blasonate d'Italia.
Il palmarès della squadra comprende otto scudetti, una Coppa Italia e una Coppa dei Campioni. A livello giovanile vanta: uno scudetto under 15, due scudetti under 17 e otto scudetti under 20.

## Rosa 2025-26
| N° |                   | Ruolo | Giocatore           |
| -- | ----------------- | ----- | ------------------- |
|    | Italia (bandiera) | P     | Francesco Altomare  |
|    | Italia (bandiera) | P     | Enrico Caruso       |
|    | Serbia (bandiera) | D     | Nikola Bursac       |
|    | Italia (bandiera) | A     | Domenico Mutariello |
|    | Italia (bandiera) | A     | Kevin Guadagni      |
|    | Italia (bandiera) | CB    | Biagio Borrelli     |
|    | Italia (bandiera) | D     | Umberto Esposito    |
|    | Italia (bandiera) | D     | Mario Coda          |

| N° |                    | Ruolo | Giocatore          |
| -- | ------------------ | ----- | ------------------ |
|    | Francia (bandiera) | A     | Ivan Zivkovic      |
|    | Italia (bandiera)  | CB    | Michele Gargiulo   |
|    | Italia (bandiera)  | A     | Gianluca Confuorto |
|    | Italia (bandiera)  | CV    | Vincenzo Tozzi     |
|    | Italia (bandiera)  | CB    | Marco Parisi       |
|    | Italia (bandiera)  | A     | Lorenzo Briganti   |
|    | Italia (bandiera)  | CV    | Vincenzo Raia      |

### Staff
- Allenatore:  Vincenzo Massa
- Assistente:  Paolo Iacovelli
- Team Leader:  Alessandro Avagnano
- Consigliere:  Mario Morelli
- Preparatore Atletico:  Ivan Milione
- Medico sociale:  Gianpaolo Tartaro
- Addetto stampa:  Rosario Mazzitelli
- Vicepresidente con delega agli sport:  Renato Notarangelo

## Nuoto
Olimpiadi

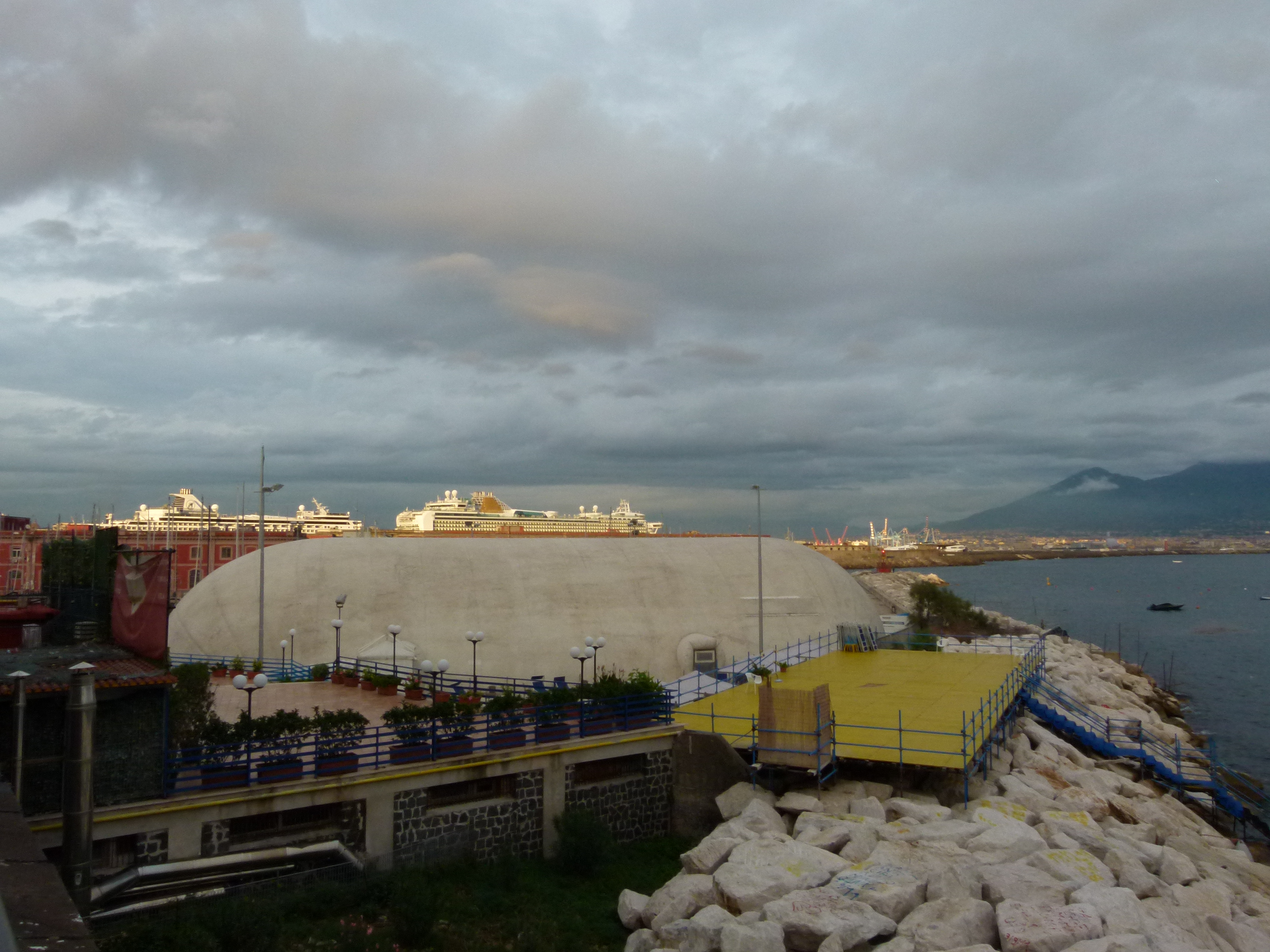
Terrazza e Piscina coperta del Circolo Canottieri Napoli.

- 2000 Giochi Olimpici di Sydney, Oro 200 misti, Massimiliano Rosolino.
- 2000 Giochi Olimpici di Sydney, Argento: 400 stile libero, Massimiliano Rosolino.
- 2000 Giochi Olimpici di Sydney, Bronzo: 200 stile libero, Massimiliano Rosolino.
- 2000 Giochi Olimpici di Sydney, Bronzo 200 rana, Davide Rummolo.

Campionati Mondiali
- 1998 Campionati mondiali di nuoto di Perth, Argento 200 stile libero, Massimiliano Rosolino.
- 1999 Campionati mondiali di nuoto in vasca corta di Hong Kong, Bronzo 400 stile libero, Massimiliano Rosolino.
- 2000 Campionati mondiali di nuoto in vasca corta di Atene, Argento: 200 stile libero, Massimiliano Rosolino.
- 2000 Campionati mondiali di nuoto in vasca corta di Atene, Bronzo 400 stile libero, Massimiliano Rosolino.
- 2001 Campionati mondiali di nuoto di Fukuoka, Oro 200 misti, Massimiliano Rosolino.
- 2001 Campionati mondiali di nuoto di Fukuoka, Argento 4 x 200, Massimiliano Rosolino.
- 2005 Campionati mondiali di nuoto di Montreal, Argento 1.500 stile libero, Flavia Rigamonti.
- 2007 Campionati mondiali di nuoto di Melbourne, Argento 1.500 stile libero, Flavia Rigamonti.

Campionati Europei
- 1958 Campionati europei di nuoto 1958 di Budapest, Argento: 4 x 200 stile libero, Fritz Dennerlein.
- 1958 Campionati europei di nuoto 1958 di Budapest, Bronzo: 4 x 100 mista, Fritz Dennerlein.
- 1995 Campionati europei di nuoto Vienna, Bronzo 4 x 200 stile libero, Massimiliano Rosolino.
- 1997 Campionati europei di nuoto di Siviglia, Argento 400 stile libero, Massimiliano Rosolino.
- 1997 Campionati europei di nuoto di Siviglia, Argento 200 stile libero, Massimiliano Rosolino.
- 1998 Campionati europei di nuoto in vasca corta Sheffield, Argento 400 stile libero, Massimiliano Rosolino.
- 1998 Campionati europei di nuoto in vasca corta Sheffield, Argento 200 stile libero, Massimiliano Rosolino.
- 1999 Campionati europei di nuoto di Istanbul, Argento 200 misti, Massimiliano Rosolino.
- 1999 Campionati europei di nuoto di Istanbul, Bronzo 200 stile libero, Massimiliano Rosolino.
- 1999 Campionati europei di nuoto in vasca corta di Lisbona, Oro 400 stile libero, Massimiliano Rosolino.
- 1999 Campionati europei di nuoto in vasca corta di Lisbona, Argento 200 stile libero, Massimiliano Rosolino.
- 1999 Campionati europei di nuoto in vasca corta di Lisbona, Bronzo 200 misti, Massimiliano Rosolino.
- 2000 Campionati europei di nuoto di Helsinki, Oro 200 misti, Massimiliano Rosolino.
- 2000 Campionati europei di nuoto di Helsinki, Oro 200 stile libero, Massimiliano Rosolino.
- 2000 Campionati europei di nuoto di Helsinki, Oro 4 x 200 stile libero, Massimiliano Rosolino.
- 2000 Campionati europei di nuoto in vasca corta di Valencia, Oro 200 misti, Massimiliano Rosolino.
- 2000 Campionati europei di nuoto in vasca corta di Valencia, Oro 1.500 stile libero, Massimiliano Rosolino.
- 2000 Campionati europei di nuoto in vasca corta di Valencia, Oro 400 stile libero, Massimiliano Rosolino.
- 2000 Campionati europei di nuoto in vasca corta di Valencia, Oro 200 stile libero, Massimiliano Rosolino.
- 2002 Campionati europei di nuoto di Berlino, Oro 4 x 200 stile libero, Massimiliano Rosolino.
- 2002 Campionati europei di nuoto di Berlino, Oro 200 rana, Rummolo Davide.
- 2002 Campionati europei di nuoto di Berlino, Argento 400 stile libero, Massimiliano Rosolino.
- 2002 Campionati europei di nuoto di Berlino, bronzo 200 stile libero, Massimiliano Rosolino.
- 2002 Campionati europei di nuoto in vasca corta di Riesa, Oro 200 rana, Rummolo Davide.
- 2005 Campionati europei di nuoto in vasca corta di Trieste, Bronzo 800 stile libero, Flavia Rigamonti.
- 2008 Campionati europei di nuoto di Eindhoven, Oro 1.500 stile libero, Flavia Rigamonti.

### Canottaggio
- 2 Titoli Olimpici, 1 Mondiale e 6 Titoli Europei nel Canottaggio

### Motonautica
Nel 2012 la Canottieri Napoli ha vinto il Campionato Italiano di Offshore 3000, col pilota Diego Testa.

### Triathlon
La Canottieri Napoli ha vinto il Circuito Italiano 2012 di Triathlon e si conferma Campione d'Italia 2012 come già fatto nel 2011. La vittoria è maturata con 1.000 punti di vantaggio sulla 2ª classificata. Un distacco senza precedenti nella storia del Triathlon Italiano.
Di seguito la top ten società:
1. Canottieri Napoli 1720
2. TD Rimini 617
3. Triathlon Ravenna 555
4. Torino Triathlon 494
5. Firenze Triathlon 488
6. Triathlon Sassari
7. Padova Triathlon
8. La Fenice Livorno
9. Lucca Triathlon
10. Busto Arsizio

## Premiazioni
- 2014 Vela - Premiazione Trofeo Ralph Camardella: Premiazione del 44º Campionato Invernale Vela d'Altura del Golfo di Napoli "Trofeo Gutteridge 1878", promosso dal Comitato Grande Vela. Assegnati i premi del Trofeo Ralph Camardella, la quarta regata del Campionato a cura del Circolo Canottieri.[8]
- 2015 Tennis - Torneo Hopman Cup Premiazione:  Premiati tutti i partecipanti al torneo annuale Hopman Cup, manifestazione sportiva di tennis a squadre divise per nazioni, che si tiene all'inizio di ogni gennaio in Australia.[9]
- 2015 Premio Università - Paolo Iannotti:  Il premio, ideato da Ateneapoli, è stato patrocinato e promosso dalle Università campane, in memoria di Paolo Iannotti, giornalista e sociologo, fondatore e direttore della testata Ateneapoli.[10]
- 2015 Campioni Age Group Combinata Premiazione: Premiati i Campioni Italiani di Combinata 2015, risultati i più veloci come somma dei tempi nelle partecipazioni ai Campionati Italiani di duathlon, triathlon e aquathlon.[11]
- 2015 Premio Amici del Mare: Il premio è stato consegnato a Carlo Mornati, campione di canottaggio e Vice Segretario del Coni, in occasione dell'evento organizzato dalla Tarros Sud, per celebrare i trent'anni di presenza nel Sud Italia della compagnia armatoriale Tarros (azienda). Il premio è stato consegnato dal presidente del Gruppo Tarros, Alberto Musso,  insieme a Brunello Acampora, amministratore delegato della Tarros Sud.[12]

## Onorificenze
Il 5 marzo 2015 è stato assegnato al Circolo Canottieri il Diploma d'Onore del collare d'oro al merito sportivo, massima onorificenza del Comitato Olimpico Internazionale. La cerimonia si è svolta alla presenza del presidente nazionale del CONI, Giovanni Malagò, del sindaco di Napoli, Luigi de Magistris, del presidente del Napoli, Aurelio De Laurentiis, dei massimi dirigenti del sodalizio giallorosso e dei giornalisti. Il presidente Giovanni Malagò ha consegnato la massima onorificenza del Coni al presidente dello storico circolo giallorosso, Edoardo Sabbatino.

## Statuto sociale
Riportiamo di seguito i primi articoli dello statuto del Circolo Canottieri Napoli per caratterizzare la funzione educativa e didattica a favore dei giovani, la pratica sportiva ed i colori sociali.
- Articolo 1: Il Circolo Canottieri Napoli, fondato il 1º luglio 1914, è un'associazione sportiva dilettantistica senza fine di lucro, denominata "Circolo Canottieri Napoli Associazione Sportiva Dilettantistica". La sede sociale è in Napoli – Giardini del Molosiglio.
- Articolo 2: L'associazione non ha scopo di lucro ed è costituita per promuovere e sviluppare, a livello dilettantistico e amatoriale, le discipline del canottaggio, della vela, del nuoto, della motonautica, degli altri sport nautici, del tennis, del bridge, del triathlon nei limiti fissati dai rispettivi regolamenti e con l'osservanza dei principi dilettantistici previsti dalle rispettive federazioni, nonché delle attività culturali in genere con particolare riferimento a quelle sportive e marinare.

…
- Articolo 4: I colori sociali sono: giallo e rosso.
- Articolo 5: Il gagliardetto ed il guidone sociale sono costituiti da due strisce gialle incrociate in campo rosso. Il distintivo dei soci del Circolo è costituito da un triangolo con fondo rosso e due strisce gialle incrociate a croce latina.